# Sajanogorsk
Sajanogorsk (Russisch: Саяногорск, Sajanogorsk) is een stad in de Russische autonome republiek Chakassië. De stad ligt op de linkeroever van de rivier de Jenisej, op 97 km van Abakan.
In Sajanogorsk staat een van de grootste aluminiumsmelterijen ter wereld. Ook de grootste hydro-elektrische dam van Rusland, Sajano-Sjoesjenskaja, is vlak bij de stad gebouwd.

## Geschiedenis
Na de consolidatie van de macht van het Russische Rijk werd in 1718 door Jenisej-Kozakken de houten vesting (ostrog) Sajanski gesticht van 90 bij 70 meter om de Kojbalsteppe te verdedigen tegen invallen vanuit het zuiden. De Kozakken in het fort werden niet betaald en leden vaak honger. Daar er geen gevechten plaatsvonden in het gebied, bleven van de oorspronkelijke 60-man bezetting na verloop van tijd slechts 4 over. Het fort bleek nutteloos, werd niet onderhouden en werd geleidelijk aan verlaten en overgelaten aan de natuurkrachten. Uit 1793 dateren de laatste documenten. In 1830 ontstond de nederzetting Sajanski echter op deze plek.
In 1965 werd de (van oorsprong tijdelijk bedoelde) arbeidersnederzetting voor de bouw van de stuwdam gesticht, die in 1968 sterk werd uitgebreid. In 1973 begon het mijnbouwbedrijf Sajanmramor met het delven van marmer en graniet in het gebied. De bouw van de grootste waterkrachtcentrale ter wereld gaf een geweldige groei in bevolkingsaantallen. De nederzettingen met stedelijk karakter Tsjeremoesjki (waar de bouwers van de waterkracht centrale woonden) en Oznatsjennoje (op de plaats van het eerdere dorpje Sajanski) schoten als paddenstoelen uit de grond. Samen met de nederzetting met stedelijk karakter Majna vormden zij de basis voor de latere stad. In 1975 werden de drie nederzettingen samengevoegd tot de stad Sajanogorsk.
Doordat elke Sovjetministerie en departement zijn eigen nederzetting met voorzieningen bouwde en de planologen daarmee langs elkaar heen werkten, is Sajanogorsk een stad zonder algemeen stadsplan geworden die bestaat uit verschillende nederzettingen met elk hun eigen voorzieningen.
| 1959  | 1970   | 1979   | 1989   | 2002   |
| ----- | ------ | ------ | ------ | ------ |
| 4.600 | 13.700 | 21.900 | 50.188 | 50.255 |

Bestuurlijk centrum: Abakan

Abaza · Sajanogorsk · Sorsk · Tsjernogorsk